# Mr. Arrow Key
Mr. Arrow Key è un EP della cantante tedesca Lena pubblicato il 17 maggio 2013 da Universal.

## Il disco
La traccia Mr. Arrow Key è estratta dall'album Stardust.

## Video
Il video musicale è stato pubblicato il 14 maggio 2013. È costituito da diverse scene del tour della cantante, il No One Can Catch Us Tour in 13 città tedesche, in particolare dal concerto di Offenbach.

## Tracce
1. Mr. Arrow Key – 3:33 (Lena Meyer-Landrut, Sonny Boy Gustafsson e Miss Li)
2. Mr. Arrow Key (Live in Hamburg, 2013) – 4:19
3. Stardust (Live in Hamburg, 2013) – 5:09
4. Goosebumps (Live in Hamburg, 2013) – 4:38

Durata totale: 17:39

## Classifiche
| Classifica (2013) | Posizione raggiunta |
| ----------------- | ------------------- |
| Germania          | 46                  |